# Erythrinus erythrinus
Erythrinus erythrinus es una especie de peces de la familia Erythrinidae en el orden Characiformes.

## Morfología
Los machos pueden llegar alcanzar los 20 cm de longitud total.

## Alimentación
Come peces pequeños y insectos.

## Hábitat
Es un pez de agua dulce y de clima tropical (22 °C-26 °C).

## Distribución geográfica
Se encuentran en Sudamérica:  cuencas de los ríos  Amazonas y Orinoco, y ríos costeros de las Guayanas.

## Observaciones
Es conocido en el mundo de la acuariofilia desde el año 1910, aunque su mantenimiento es considerado difícil y su reproducción en cautividad inexistente.